# Két boldog
Kemény Zsigmond novellája, a Két boldog 1852-ben jelent meg a Budapesti Visszhangban.
Novellaírásának időszakában életmódja rendezetlen, pénzzavarral küzd, sokat betegeskedik.

A forradalom utáni évek szépirodalmi termése rendkívül jelentős. 1851-ben írja a 115 lapos A szív örvényei című kisregényét, 1851–52-ben a Férj és nőt, 1852–53-ban pedig a Ködképek a kedély láthatárán című regényt. Ezeknek az éveknek gazdag a novella-termése is: Két boldog, Alhikmet, a vén törpe, A szerelem élete, a 92 lapos Szerelem és hiúság.

A szív örvényeit és a Szerelem és hiúságot egy akkor még eléggé bizonytalan műfajba, a novella terjedelmét meghaladó, de a regényét el nem érő elbeszélés műfajába, a kisregényébe sorolták.

Kemény egész írói pályája alatt mindössze öt novellát írt: Két boldog, Alhikmet, a vén törpe (Szépirodalmi Lapok, 1853), Poharazás alatt (I. Bevezető, II. Egy kaland a Missouri mellől, III. Erény és illem. Délibáb, 1853), A szerelem élete (Divatcsarnok, 1854), Deborah (Budapesti Hírlap, 1855).

## Fontosabb szereplők
- Csiaffer, budai basa
- Kun Kocsárd, erdélyi főúr
- Kun Péter, Szécsi Mária férje
- Szécsi Mária, Kun Péter felesége, Bethlen István özvegye
- Omar csauz, Csiaffer basa kísérője, Husszaim belgrádi basa szolgája
- Muntyán Dumitru, hadnagy
- Abikerk, csillagjós
- Fatime

## Cselekmény

### Első rész
A novella a jámbor életet élő Csiaffer budai basa bemutatásásval kezdődik, akit tisztelnek alattvalói, mert bölcsen kormányoz, igazságos és nem kegyetlen. A harcokban mindig győzelmet arat. Háreme felülmúlja a szultán háremét. Kincstára bővelkedik gyémántokban, aranyban, drágakövekben.

Ám nemcsak anyagi javakban tehetős: „Ő keblében és hite által is dúsgazdag”. Nagy becsben tartja a Koránt és hétszer zarándokolt el Mekkába.

„Ímé a boldog, kiről Allah soha le nem veszi tekintetét.” Csiaffer bízik a szerencséjében, ezért soha nem fordul Abikerkhez, a csillagjósához.

Egy este hajó horgonyoz le a Duna partján. Abikerk felnézve az égre semmi jót nem olvas ki a csillagokból Csiaffer basa számára. Ezen az éjjelen Fatime is baljósló álommal tér a basához.
A futárok azt a hírt hozták, hogy Csiaffernek le kell tennie kinevezését Husszaim basánál, Belgrádban. Csiaffer boldogan és a bölcsek nyugalmával fogadja a döntést. Kiosztja utolsó rendeleteit (Abikerket zárják kolostorba, ahol böjtöljön hét hónapon és hét napon keresztül), majd hajóra száll kíséretével és ingóságaival.

### Második rész
A második rész helyszíne Erdély, Rákóczi György uralma alatt.

A Maros völgyében található Kun Kocsárd uradalma. Boldognak mondja magát, hiszen hatalma van, rangja, vagyona és szereti az ország legszebb nőjét, Szécsi Máriát, aki Kun Péter újdonsült menyasszonya.
A nászútból visszatérő pár a vendégek tiszteletére egy vadászatot rendez, amelyen Kun Péter egy pillanatra sem hagyja magára bájos aráját. Mégis a vadászaton Szécsi Mária és Kun Kocsárd egyre közelebb kerülnek egymáshoz.

Kocsárd egy táncmulatságot szervez az egész nap imádkozó Mária örömére. Ketten nyitják meg a bált.

Kun Péter nem tudja elképzelni, hogyan tehetett szert egy ilyen csodálatos menyecskére, akit bárki megirigyelhet tőle. Erről eszébe jut egy gyermekkori mese, amit még a dajkájától hallott és egy Kores nevű jámbor koldusról szólt.

Kun Péter egyre féltékenyebb Kocsárdra: látja őket együtt táncolni, Kocsárd becézgeti Máriát, egy szobában talál rájuk, ahová neje gyanúsan később lép be egy szomszédos helyiségből.

Péter egy levéllel szakítja meg társalgásukat. Az üzenetből Kocsárd arról értesül, hogy Rákóczi elvette tőle a hegytetőn álló birtokát. Kocsárd magához hívattatja Muntyán Dumitrut, Zólyomi Dávid hajdúinak hadnagyát, hogy erőszakkal szerezze vissza földjét.

### Harmadik rész
Kocsárd fenyegetése hatott és sikerült rávennie Dumitrut, hogy vezesse el a kitaszítottakhoz török földre, Rácz Gyerőhőz, ahol még a barátot is ellenségként kezelik.

Jenőről megérkezve találkozik rég nem látott ismerősével, Omár csauzzal, akitől megtudja, hogy itt találja Csiaffert, a boldogot, aki a temesvári basát fogja meglátogatni, hogy tájékoztassa az ország helyzetéről.
Az ifjú pár Kun Péter családi birtokára megy, Rosálira.

A férj „ősi házán gyönyörrel legeltette szemeit”, Mária pedig „mélán nézett a házfedélre, melyről egy kesely repült föl, és az égbe lökvén magát, szabadon terjeszté ki szárnyait. – Ah, a boldog madár! – rebegték ajkai.”

### Negyedik rész
„Léleknyugalom-e a boldogság, vagy az idegek kedves izgatottsága? E kérdést Csiaffer basa és Kun Kocsárd ellenkezőleg döntenék el,...”

Kocsárd elmeséli Csiaffernek, zsoldos népet jött gyűjteni, hogy megtorolja Rákóczi tettét és újból a magáénak mondhassa hegytetői uradalmát. Kiderül, hogy alig terem a birtokon egy kis zab, de mégis a birtokvágy hajtja Kocsárdot.

Csiaffer saját válaszául megmutatja Husszaim basa leveleit: „A mi kegyelmünk forrása kiapadott reád nézve, Csiaffer basa, s többé nem itathatod belőle szomjas lelkedet...egész vagyonod...küldd el Istambulba, kincstárunk számára...Ne felejtsd el nemesebb vérű lovaidat is elküldeni, s rabnőid közől a szebbeket add át Husszaim basának...mondd belgrádi vezérünknek, hogy saját kezével fonjon nyakadra egy selyemzsineget, mellyel aztán két erős rabszolgája meg fog fojtani. Tisztességes eltemetésed iránt már intézkedtünk.”
„Csiaffer részvéttel nézett Kocsárd arcára...Lám, lám, nagyságos barátom, én a szultánnak egy zabföldnél többet adok át, de ajkaim mégsem ejtik ki a békétlenség hangjait,...”
Kocsárd továbbra sem érti, a basa miért nem menti meg drága életét és szökik el vagyonának egy részével. Csiaffernek fontosabb a lelki nyugalma és az égi törvények, Allah. Amíg az egyik önként adja át magát a halálnak, a másik nem becsüli meg életét, mert szándékosan akar véget vetni annak egy harcban.

Kun Kocsárd továbbra sem nyugodott. Lázadásáért hét évi fogságot kapott Fogarason. Szécsi Mária kérelmezte számára a kegyelmet és férjét is elhagyta, de Kun Kocsárddal soha többé nem találtak egymásra.

Kocsárd kiszabadulva ifjabb Rákóczi György ünnepi kézfogóján kegyelmet nyert és visszakapta rég áhított uradalmát.

Szécsi Mária Murány várába költözött és magányosan élt tovább.

## A novelláról
Objektív, harmadik személyű előadásmód jellemzi. A Két boldog című történelmi elbeszélés átvezet Gyulai Páltól a nagy történelmi regényekhez. Kemény a történelmi témákban óhajtja elérni a nemzetiességet, ezek révén kívánja megvalósítani művének össznemzeti funkcióját. Az „általános emberit” viszont nem a nemzet, a nép, az emberiség leglényegesebb (társadalmi) kérdéseinek megszólaltatásával akarja kifejezni (mint azt az orosz regény teszi), hanem a lélektani, a jellemrajzi problémák erőteljes érvényre juttatásával.

Az író Erdély fejedelmi korszakához tért vissza. Erdélynek a legviszontagságosabb korához, a török világhoz.

Esszéisztikus jellegű, benne politikai jellemrajzok lelhetők fel. A Szalárdi krónikájából vett anyagon egy elvont, de mégis örök érvényű kérdésre keresi a választ: ki boldog?

Kemény a válaszhoz két ellentétes alakot választ. A sorsban hívő, Koránt tisztelő Csiaffert, aki megszökhetne, de mégsem teszi. Önként megy Belgrádba, ahol selyemzsineg vár rá és a halál utáni nyugalom ígérete. A hiú és harácsoló Kun Kocsárd egy kies zabot alig termelő hegyháti földbirtokért száll harcba Rákóczi György fejedelemmel és toboroztat zsoldossereget. Önzőségéért – bár azt is megvallja, hogy „Végrehajtom elvből, következetességből és lovagiasságból, mert különben egy kedves nő kételkedhetnék bátorságomban” – hétévi börtönnel fizet.

A novellában két társadalom, a török és a magyar erkölcsei keverednek. Alakjainak jellemrajzát történeti elemekkel tölti meg, amelyek a legaprólékosabb tudományos gondoskodásról tanúskodnak. Csiaffer basának beszédét színes keleti képek, gondolkodását a muszlim hitregék hatják át.

A novella két elképzelt történeti arckép kerete. Alakjai komor és egyénített jellemek.

## Külső hivatkozások
A magyar irodalom története / 23. Kemény Zsigmond (1814–1875)